# San Benito (ort i Bolivia)
San Benito är en ort i Bolivia.   Den ligger i departementet Cochabamba, i den centrala delen av landet, 180 km norr om huvudstaden Sucre. San Benito ligger 2 776 meter över havet och antalet invånare är 2 029.
Terrängen runt San Benito är varierad. Runt San Benito är det ganska tätbefolkat, med 129 invånare per kvadratkilometer.. Närmaste större samhälle är Sacaba, 18,4 km nordväst om San Benito.
Omgivningarna runt San Benito är i huvudsak ett öppet busklandskap.